# Explorations
Explorations ist ein Jazzalbum von Bill Evans, das am 2. Februar 1961 in New York City aufgenommen wurde und von Riverside Records veröffentlicht wurde.

## Das Album
Das Album Explorations war das vierte Album des Pianisten unter eigenem Namen und das zweite mit seinem Trio aus dem Bassisten Scott LaFaro und dem Schlagzeuger Paul Motian nach Portrait in Jazz, das er über ein Jahr zuvor für Riverside aufgenommen hatte. Der Produzent Orrin Keepnews, der auch die originalen Liner Notes schrieb, meinte darin einleitend, dass das Erscheinen eines Bill Evans-Albums ein seltenes Ereignis (a rare event) darstelle; er lieferte dabei die Doppeldeutigkeit seines Ausdruck gleich hinterher; Explorations sei nicht nur ein Werk, das ungewöhnlich und nur selten zu finden sei, sondern auch bemerkenswert gut und exzellent. Der Pianist hatte sich zum damaligen Zeitpunkt nicht nur mit seinem Trio, sondern auch durch seine Mitgliedschaft im Miles Davis Sextet und seine Mitwirkung 1959 an dessen Album Kind of Blue ein hohes Maß an Anerkennung erworben. Trotz dieser Reputation waren 1960 keine weiteren offiziellen Plattenaufnahmen für Riverside entstanden; die Musiker waren bemüht, sich finanziell über Wasser zu halten, indem sie im Frühjahr 1960 zwei Tourneen durch die Clubszene an der Ost- und Westküste der USA absolvierten. Nach einer Hepatitis-Erkrankung war Evans dann erst wieder im Herbst als Sideman im Studio und wirkte an Aufnahmen von Gunther Schuller, George Russell, Jay Jay Johnson/Kai Winding und Cannonball Adderley (Know What I Mean?) mit. Schließlich entschloss sich Keepnews, das Bill Evans Trio erneut aufzunehmen und beraumte für Februar 1961 eine Session an. Der Evans-Biograph Hanns E. Petrik sieht sie als eine „hervorragende Vorbereitung auf jene Aufnahmen, die dann viereinhalb Monate später zum Höhepunkt für das Trio werden sollten“, nämlich ihr Auftritt im New Yorker Jazzclub Village Vanguard, veröffentlicht auf den Alben Waltz for Debby und Sunday at the Village Vanguard.
Für sein Album wählte Evans ein Repertoire, das zum einen geläufige Jazzstandards, wie Arthur Schwartz „Haunted Heart“, Irving Berlins Nummer „How Deep is the Ocean“ oder Gus Arnheims Titel „Sweet and Lovely“ enthielt, aber auch neuere Kompositionen wie John Carisis „Israel“ (den das Miles Davis-Nonett erstmals auf den Birth-of-the-Cool-Sessions eingespielt hatte). Hinzu kam erstmals der Titel „Elsa“ des mit Bill Evans befreundeten Komponisten Earl Zindars, der danach zum ständigen Repertoire des Pianisten gehören sollte. Erstmals spielte Evans auf einem eigenen Album die Komposition „Nardis“ ein, die Miles Davis für ihn geschrieben hatte.

## Bewertung des Albums
Thom Jurek schrieb im All Music Guide, der Explorations die Höchstnote verlieh, dass Evans auf diesem Album „die melodischen und rhythmischen Konstruktionen von bekanntem Material erforscht habe, wie dies vor ihm kein anderer Pianist getan habe“. Evans habe auf diese Weise Titel wiederentdeckt, die als hoffnungslos ausgereizt galten und hier neu erfunden werden, wie etwa „How Deep Is the Ocean“ und „Sweet and Lovely“. Mit harmonischem Reichtum breite er die melodische Palette dieser Nummern aus, die er damit aus Versenkung holt und zurück in den Jazz-Kanon holt. Auf diese Weise führte er auch den Titel „Haunted Heart“ ins Jazzrepertoire, bei dem er wunderbare impressionistische melodische Strukturen schaffe, Raum schafft und Tiefe; dies gelingt durch die Zurückhaltung von Paul Motian und den Ausdruck von LaFaro’s Gebrauch von Intervallen. Jurek hebt auch die Interpretation von Miles Davis’ Komposition „Nardis“ hervor; die rhythmische Begleitung von Motian und LaFaro stelle Evans’ Spiel in einen neuen Kontext, in dem LaFaro ein bedeutendes Solo spiele. Explorations sei ein außergewöhnliches Beispiel für das Bill Evans Trio auf seinem Höhepunkt. Auch Richard Cook und Brian Morton verliehen dem Album im Penguin Guide to Jazz die Höchstnote und heben die enorme Sensibilität von Scott Lafaro hervor, äußern jedoch Vorbehalte angesichts leichter Ungenauigkeiten, für die sie Auseinandersetzungen zwischen Evans und seinem Bassisten verantwortlich machen.

## Die Titel
- Bill Evans: Explorations (Riverside RLP 351)

1. Israel (John Carisi) – 6:10
2. Haunted Heart (Carl Dietz, Howard Dietz, Arthur Schwartz) – 3:25
3. Beautiful Love take 2 (Haven Gillespie, Wayne King, Egbert Van Alstyne, Victor Young) – 5:04
4. Elsa (Earl Zindars) – 5:09
5. Nardis (Miles Davis) – 5:49
6. How Deep Is the Ocean? (Irving Berlin) – 3:31
7. I Wish I Knew (Harry Warren, Mack Gordon) – 4:39
8. Sweet and Lovely (Gus Arnheim, Jules LeMare, Harry Tobias) – 5:52

„Beautiful Love“ take 1 und „The Boy Next Door“ wurden manchen CD-Veröffentlichungen als Bonustracks hinzugefügt. Die Titel wurden bei in derselben Session eingespielt. 